# Tataren
Tataren (tatarisch татарлар /tatarlar/), veraltet auch Tartaren, ist seit der ausgehenden Spätantike in den alttürkischen Quellen (Orchon-Runen) und seit dem Mittelalter eine Sammelbezeichnung verschiedener, überwiegend islamisch geprägter Turkvölker und Bevölkerungsgruppen.
Im engeren Sinne handelt es sich heute um ein turksprachiges Volk, welches vor allem in der Russischen Föderation lebt, insbesondere in den Republiken Tatarstan und Baschkortostan. In der Republik Tatarstan bilden die Tataren die Titularnation. In Russland leben 5.310.649 Tataren (Volkszählung 2010), sie sind nach den Russen das zweitgrößte Volk Russlands. Darüber hinaus gibt es geografisch getrennt siedelnde Volksgruppen der Tataren in Sibirien, Polen, Ukraine und Belarus. In religiöser Hinsicht sind die Tataren überwiegend sunnitisch-muslimisch geprägt.
In Europa wurden die Truppen des Mongolischen Reiches und der Goldenen Horde vom späten 12. bis ins frühe 16. Jahrhundert als „Tataren“ bezeichnet. Oft wurden sie auch als „Tartaren“ bezeichnet, abgeleitet von griechisch Tartaros, mit der Bedeutung „die aus der Hölle kommen“. Man verballhornte dabei die Eigenbezeichnung irrtümlich mit einem ähnlich klingenden Begriff.

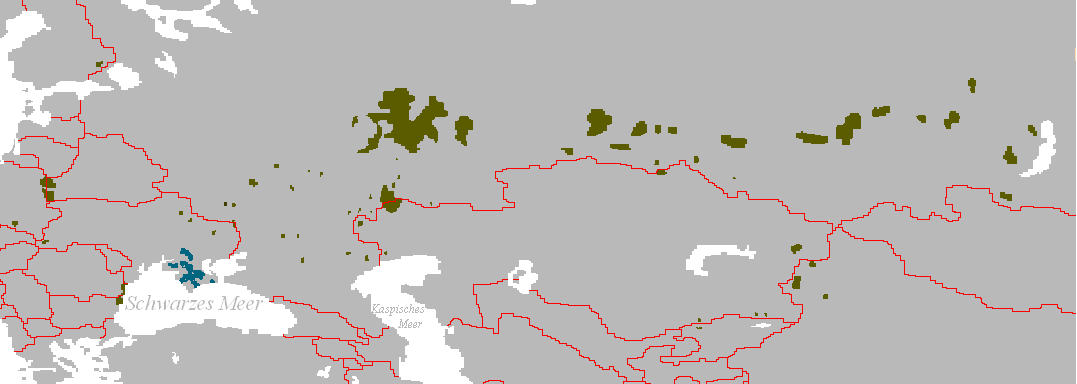
Die Verbreitung der Turko-Tataren

## Tataren – ein Name für viele Völker
Das Wort tātār lässt sich von dem mandschurischen Verb tata-me (mehrdeutig: „ziehen, den Bogen spannen, schießen, vor einem Heer lagern, kämpfen“) ableiten. Von Beginn an kam das zusätzliche r am Ende des Wortes nur in westlichen Quellen vor. Einerseits kann es auf eine bereits frühe Verschmelzung bzw. Verballhornung von tata-ere (mandsch.: „ein Krieger werden“) zurückzuführen sein, andererseits sollte eine bewusste Assoziation zu dem griechischen Begriff Τάρταρος (Tartarus), „Unterwelt“, hergestellt werden.
Der Name „Tataren“ wird in vielen verschiedenen Zusammenhängen gebraucht. So wurden und werden als Tataren bezeichnet:
- eine im Mittelalter südlich und östlich des Baikalsees lebende turkomongolische Bevölkerung, deren Hauptsiedlungsgebiet im 13. Jahrhundert der untere Kerulen und der Amur war, weshalb sie auch als Kerulen-Tataren bezeichnet werden;
- bis zur Frühen Neuzeit im Osten Sibiriens und Nordosten der heutigen Volksrepublik China lebende tungusischsprachige Bevölkerungsgruppen;
- vor der Gründung der Sowjetunion (1922) verschiedene eurasische auf dem Gebiet Russlands lebende Turkvölker, darunter die Aserbaidschaner, Nogaier, Kasachen, Chakassen und viele andere;
- die Krimtataren und die mit ihnen verwandten Dobrudscha-Tataren (siehe auch: Turkvölker), die aber zu einem anderen Zweig der Turksprachen gehören;
- die Muslime in Polen, Litauen und Belarus, die zum Teil Nachfahren der Krimtataren sind, aber heute Belarussisch und andere Sprachen sprechen; die Muslime Finnlands werden als Finnland-Tataren bezeichnet.

Zur Zeit Dschingis Khans wurden nur zwei Clans der östlichen Mongolei zu den Tataren gerechnet:

„Im Ausland, sowohl in den islamischen wie auch im Abendland, wurde ihr Name für die Mongolen verwandt. Auch sie bestanden zunächst aus zwei Sippen, den Ari'ut und den Buiru'ut. Weit im Osten liegend, waren sie Nachbarn des chinesischen Reiches und zählten sich zu den Erbfeinden der Mongolen. Yesugai, Dschingis Khans Vater, wurde von ihnen vergiftet. Daher immer wieder dessen Kriegsparole, daß sie die mongolischen Vorfahren umgebracht hätten. Zusammen mit Dschamucha, dem sie sich angeschlossen hatten, wurden sie von Dschingis Khan ausgerottet (1202).“

## Fälschliche Bezeichnung der Mongolen in Europa als Tataren
Die mongolischen Truppen, die erstmals in den 1220er Jahren unter dem Großkhan Dschingis Khan in Europa einfielen, wurden in manchen Quellen als Ta(r)taren bezeichnet. (Nach dem Tartaros hatte man in Europa tatarische Völker manchmal auch als „Tartaren“ bezeichnet, da man annahm, diese kämen direkt aus der Hölle. Auch die Mongolen unter Dschingis Khan und seinen Nachfolgern wurden später so bezeichnet.) Schon in der Chronica Maiora von Matthäus Paris, der einzigen halbwegs umfassenden europäischen Primärquelle zum mongolischen Reich, wird diese Gleichstellung als ein (vermutlich dem französischen König Ludwig IX. unterlaufener) Irrtum klargestellt. Der US-amerikanische Historiker David O. Morgan und der britische Historiker Peter Jackson sehen den Ursprung dieses „Fehlers“ im Versuch westlicher Chronisten, die als besonders grausam angesehenen Mongolen als „aus dem Tartarus stammend“ zu verballhornen. Der österreichische Historiker Johannes Gießauf verweist darauf, dass das Volk der Tataren bereits unter Dschingis Khan fast vollständig von den Mongolen ausgerottet und die geringfügigen Überreste von den Mongolen assimiliert wurden; die Tataren gehörten daher in Wahrheit zu den ersten Opfern der mongolischen Eroberungen, die vom späten 12. Jahrhundert bis ins frühe 16. Jahrhundert dauerten.

## Unterteilungen der Tataren
Alle heutigen Völker und Volksgruppen, die als Tataren bezeichnet werden, gehen weitestgehend auf die staatstragende Ethnie der Goldenen Horde zurück. Mit dem Zerfall der Goldenen Horde entwickelten sich die einzelnen „tatarischen“ Gruppen kulturell und sprachlich in verschiedene Richtungen. Die isolierte Gruppe der Lipka-Tataren soll dabei kulturell am stärksten Elemente der ursprünglichen gemein-tatarischen Identität bewahrt haben. Die Tataren auf der Krim entwickelten sich im Zuge der Staatsgründung des Khanats der Krim kulturell und sprachlich weitestgehend selbstständig. Als Vasallenstaat des Osmanischen Reiches kam es zu einer kulturellen und sprachlichen Annäherung an die Osmanen der Türkei. Obgleich die Krimtatarische Sprache (Literatursprache und Steppendialekt) zum kiptschakischen Zweig der Turksprachen zählt, weist sie zahlreiche Einflüsse aus dem oghusischen Zweig auf. Der Dialekt der Südküste wird gar komplett dem oghusischen Zweig zugeordnet, was auf die Einwanderung zahlreicher osmanischer Türken zurückzuführen ist. Spätestens mit der Bildung der ASSR Krim 1921 im Zuge der Korenisazija, mit den Krimtataren als der faktischen Titularnation (Krimtatarisch war eine der beiden Staatssprachen), bilden sie eine eigene Nation. Dementsprechend wurden sie in sowjetischen und werden heute in russischen Volkszählungen als eigene Ethnie gelistet. Historisch eng verwandt mit den Krimtataren sind die Dobrudscha-Tataren. Zwischen den ethno-territorialen Gruppen der Wolga-Ural Tataren, Astrachaner Tataren und Sibirischen Tataren kam es im 19. Jahrhundert zu einem Konsolidierungsprozess. Im engeren Sinne werden diese Gruppen heute, vor allem in Russland, als Tataren bezeichnet. In der Republik Tatarstan bilden sie die Titularnation. Die größte Gruppe bilden die Wolga-Ural Tataren. Die Astrachaner Tataren werden häufig mit dem Volk der Nogaier in Verbindung gebracht, aber auch als Nachkömmlinge des Khanats von Astrachan betrachtet. Ab dem 18. Jahrhundert gab es einen starken Zuzug von Tataren aus der mittleren Wolgaregion, dies führte zu einer Vermischung der beiden Gruppen. Bei den Sibirischen Tataren handelt es sich vor allem um Nachkommen des Khanats von Sibir. Sie gliedern sich in verschiedene getrennt voneinander siedelnden Volksgruppen.

### Tataren im engeren Sinne
- Die Astrachan-Tataren leben am Unterlauf der Wolga auf dem Gebiet des ehemaligen Khanats Astrachan. Sie standen bis ins 20. Jahrhundert der nomadischen Tradition der Nogaier-Tataren nahe und werden in der Regel als ihnen zugehörig betrachtet. Sie entstammen ursprünglich der Weiß-Nogaier Horde. In der Oblast Astrachan lebten 60.523 Tataren im Jahr 2010, sie stellen damit rund 6,6 Prozent der Bevölkerung. In der gesamt russischen Volkszählung hatten sich lediglich 7 Personen als Astrachan-Tataren deklariert.[10]
- Die Wolga-Ural-Tataren leben vor allem im tatarischen Kernland an der Wolga und dem Vorland des Urals (siehe auch: Wolgabulgaren, Kasaner Khanat). Sie unterscheiden sich noch einmal in verschiedene, teilweise geografisch voneinander getrennte, Untergruppen mit teilweise verschiedenen Dialekten.[9]
  - Die Kasaner Tataren, in Tatarstan.
  - Die Qasim-Tataren, heute nur wenige 10.000, sind Nachfahren der Bevölkerung des im 16. Jahrhundert mit den Moskauer Großfürsten verbündeten Khanats von Qasim.
  - Die Teptjaren waren eine sozial determinierte Subethnie der Tataren im Uralvorland (u. a. Glasover Tataren). Auf sie gehen ein Teil der Tataren Baschkortostans zurück. Sie standen den Baschkiren sprachlich und in der traditionellen Kultur nahe.
  - Die ca. 300.000 Mischaren (Mischeren, Mischär, Tatarisch: мишәр, mişər) sind die überwiegend westlich der Wolga (auch in Tschuwaschien und Mordwinien) lebenden Tataren. Der Name dieser Bevölkerungsgruppe verweist auf regionale oder darüber hinaus gehende Bezüge zu den mittelalterlichen Meschtscheren (siehe auch: Finno-ugrische Völker). Spekulativ ist die unterstellte historische Verbindung dieser Gruppe mit den Magyaren (Magyor).
  - Die rund 32.000 Keräschen (Keräşen, Krestschen) sind orthodoxe Christen. Sie leben an der Wolga und vor allem im Ural-Vorland.
  - Die Nagaibaken sind eine im östlichen Ural-Vorland siedelnde Untergruppe orthodoxen Glaubens.

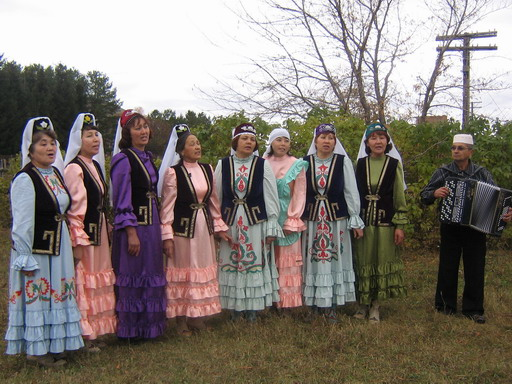
Sibirische Tataren

- Die sibirischen Tataren leben in Bevölkerungsinseln verstreut im gesamten westlichen Sibirien und unterteilen sich in zahlreiche weitere Untergruppen (Tobol-Tataren, Tumen-Tataren, Baraba-Tataren etc.). Sie sind Nachfahren der Kernbevölkerung des Khanats Sibir. Manche hängen Naturreligionen an.

### Tataren im weiteren Sinne
- Die Krimtataren sind eine turksprachige Ethnie. Ihre Sprache, das Krimtatarische, ist eine der nordwesttürkischen Sprachen. Sie werden heute zu den Turkvölkern gerechnet.
- Die Lipka-Tataren in Polen, Litauen und Belarus sprechen kein Tatarisch mehr und definieren ihr Tatarentum vor allem über den islamischen Glauben.
- Die Finnland-Tataren stehen den Lipka-Tataren nahe und sind Muslime.
- Die turkstämmigen Krimtschaken sind eine auf der Krim ansässige turksprachige Minderheit jüdischen Glaubens. Sie gehören der talmudischen Richtung des Judentums an. Die krimtschakische Sprache ist fast ausgestorben.
- Den Kaukasus-Tataren (veraltet) werden heute die Balkaren, Karatschaiern und Kumyken zugeordnet. Dieser Begriff löste die frühere Bezeichnung „Berg-Tataren“ ab.
- Die tatarischsprachigen griechisch-orthodoxen Urum zählen sich selbst oft zur Ethnie der Griechen; manche betonen jedoch ihre tatarischen Wurzeln (Gegend Mariupol, Ukraine).

(Die Zahlenangaben für Astrachaner, Kasimer und Mischaren beruhen, ausgehend von älteren Zahlen, auf Schätzungen.)

## Bevölkerungszahl

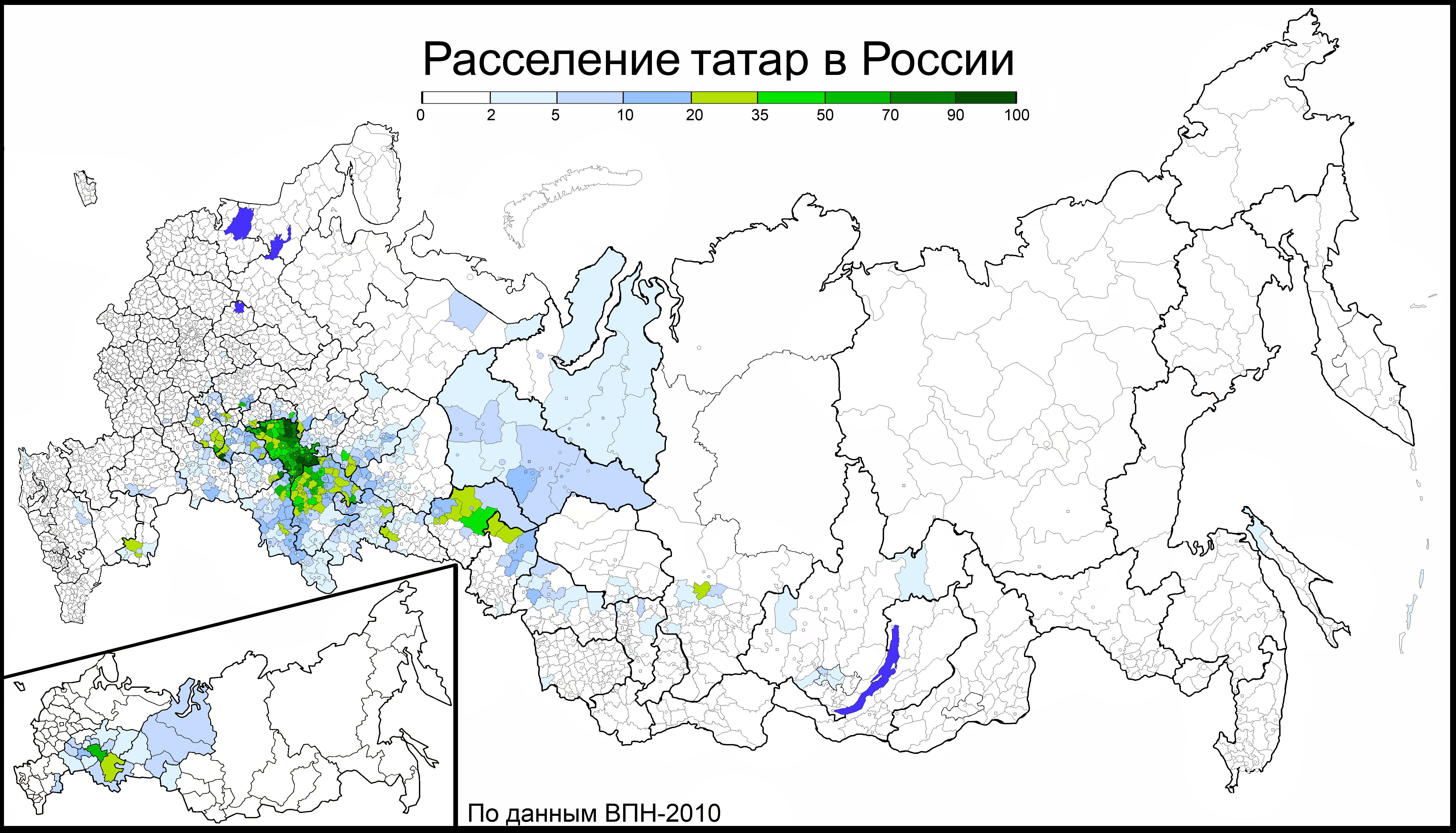
Regionen in Russland mit 2–100 % Tataren

Die Zahl der Tataren war lange Zeit umstritten und diese erhielten nie eine eigene Unionsrepublik, obgleich sie einst im damaligen Staatswappen der UdSSR als eine der sechs Nationen sprachlich vertreten waren.
Bei der Volkszählung in der Sowjetunion (1989) gaben insgesamt 6.648.700 Menschen an, Tataren zu sein. Von diesen lebten in der damaligen Russischen Sozialistischen Föderativen Sowjetrepublik 5.552.000. Der tatarische Anteil an der Bevölkerung betrug in der damaligen ASSR Tatarstan (1989) 1.765.400 und in der benachbarten ASSR Baschkiren 1.120.700 Tataren.
Aktuell geht man davon aus, dass sich die Zahl der Tataren weltweit auf etwa 8 Millionen beläuft. Die letzte Volkszählung in Russland (2010) ergab, dass dort 5.310.649 Tataren leben. Unter diesen waren auch 34.822 Kryaschen (Keräschen), 786 Mischaren und 6.779 Sibirische Tataren.

## Geschichte
Die eigentlichen Tataren (genannt auch „Turko-Tataren“) werden als Nachfahren einer Vermischung von Wolga-Bulgaren und Kiptschaken mit „Tataro-Mongolen“ (Turkomongolen) angesehen. Ihre eigentliche Geschichte beginnt mit der Goldenen Horde im 13. Jahrhundert. Sie waren die Kernbevölkerung der Khanate (Fürstentümer) von Kasan, Astrachan, Kasimov, Sibir und dem Khanat der Krim.
Nach dem Zerfall der Goldenen Horde des mongolischen Großreichs bildete sich das Khanat Kasan 1437 als erster turko-tatarischer Nachfolgestaat; er wurde jedoch 1552 von Iwan dem Schrecklichen erobert, besetzt und inkorporiert. Schon im 16. Jahrhundert gehörten fast alle Siedlungsgebiete der Tataren zu Russland. Diese Auseinandersetzungen der Tataren von Kasan und der Russen sind als Moskau-Kasan-Kriege bekannt. Als Iwan der Schreckliche Kasan eroberte, gerieten zum ersten Mal größere nichtrussische Territorien in das Moskauer Reich. Kasan kam, weil es die erste eroberte Stadt im Gebiet der Angehörigen eines anderen Glaubens war, eine Schlüsselrolle für die Missionstätigkeit im gesamten russischen Osten zu. Drei Jahre nach der Eroberung wurde es bereits 1555 zum Erzbistum erhoben. Innerhalb der russischen Hierarchie wurde ihm nach Moskau und Nowgorod in der Rangfolge der dritte Platz zuerkannt.
Trotz der Unterstützung durch die gesamte russische Kirche war die Christianisierung bei den Tataren weder erfolgreich noch beständig. Immer wieder kam es zu gewaltsamem Aufbegehren der muslimischen Tataren gegen die massiv geförderte Missionierung. Wirtschaftliche und soziale Privilegien sollten die getauften Tataren (Keräschen) vom Rückfall zum Islam abhalten. 40 Jahre nach der Eroberung Kasans übermittelte Metropolit Germogen dem Zaren Fjodor eine eher negative Bilanz der bisherigen Missionsarbeit. Der Zar ordnete daraufhin 1593 eine härtere Gangart bei der Missionierung an: Grausame Strafen für den Rückfall in den Islam, Umsiedlungen, Zerstörung der Moscheen und andere Maßnahmen sollten die Annahme des Christentums attraktiver machen. Bis zum Ende des 18. Jahrhunderts wurde die Liste der wirtschaftlich-sozialen Benachteiligungen der Muslime und der Privilegien der Getauften ständig erweitert. Eine der weitreichendsten Folgen dieser Politik war die Christianisierung und Russifizierung der tatarischen Oberschicht. Sie waren die Vorfahren eines erheblichen Teils des russischen Adels.
Ende des 18. Jahrhunderts änderte die russische Kaiserin Katharina II. die Politik gegenüber den muslimischen Untertanen des Zarenreiches: Sie versuchte, sie durch Entgegenkommen zu integrieren. Katharina schuf die „Geistliche Versammlung für die Muslime Russlands“ in Orenburg, die direkt unter der Kontrolle der russischen Behörden stand und als oberste Behörde für alle religiösen Belange zuständig war. Im 19. Jahrhundert entstand unter den Tataren die islamische Reformbewegung des Dschadidismus (von arabisch dschadid ‚neu‘), die aufklärerisches Gedankengut auch unter Tataren und Baschkiren des Wolgaraums verbreitete.
Im Jahre 1920 wurde Tatarstan von den sowjetrussisch-kommunistischen Bolschewiki zu einer Autonomen Sozialistischen Sowjetrepublik (ASSR) innerhalb der Sowjetunion ausgerufen.
Im Zweiten Weltkrieg veränderte sich die Bevölkerungsstruktur des Wolga-Ural-Gebietes: Nach dem deutschen Überfall auf die Sowjetunion wurden viele Bewohner der westlichen Gebiete der Sowjetunion in den Ural und das Wolgagebiet evakuiert, sodass Russen, Ukrainer und Belarussen in großer Zahl nach Tatarstan und Baschkirien kamen. 1990 erklärten die Republiken Tatarstan und Baschkortostan ihre Souveränität, und seitdem bemühen sich beide Gebiete, möglichst große Eigenständigkeit zu erlangen, ohne die Russische Föderation ganz zu verlassen.

## Bekannte Tataren
- Alija Fargatowna Mustafina, russische Kunstturnerin
- Alina Ilnasowna Sagitowa, russische Eiskunstläuferin
- Alsu Ralifowna Abramowa (Alsou), russische Sängerin
- Andrey Rafailowitsch Nagumanov, russischer Fußballspieler
- Charles Bronson, US-amerikanischer Schauspieler
- Cüneyt Arkın, türkischer Schauspieler, Drehbuchautor, Filmregisseur und -produzent
- Dinara Michailowna Safina, russische Tennisspielerin
- Dinijar Rinatowitsch Biljaletdinow, russischer Fußballnationalspieler
- Elwira Sachipsadowna Nabiullina, russische Politikerin und ehemalige Ministerin für wirtschaftliche Entwicklung (2007–2012)
- Fjodor Michailowitsch Dostojewski, russischer Schriftsteller[13]
- Gabdulchaj Churamowitsch Achatow (1927–1986), sowjetischer Wissenschaftler
- Gulnara Iskanderowna Galkina, russische Leichtathletin
- Ilber Ortayli, türkischer Historiker
- Irina Shayk, russisches Model
- İsmail Gasprinski, krim-tatarischer Gelehrter
- Jakub Szynkiewicz, polnischer Mufti
- Jerzy Edigey, polnischer Schriftsteller
- Marat Nailewitsch Ismailow, russischer Fußballspieler
- Marat Michailowitsch Safin, russischer Tennisspieler
- Margub Timergalijewitsch Ischakow, Generalmajor der Chinesischen Volksbefreiungsarmee
- Mirsaid Sultangalijew, sowjetischer Politiker und Ideologe
- Musa Mostafa ulı Cälil, Dichter
- Mustafa Abdülcemil Kirimoglu, ukrainischer Politiker
- Nikolai Iwanowitsch Chabibulin, russischer Eishockeyspieler
- Raschid Gumarowitsch Nurgalijew, russischer Politiker und ehemaliger Innenminister der Russischen Föderation (2004–2012)
- Rashid Sunyaev, russischer Astrophysiker
- Renat Charissowitsch Sabitow, russischer Fußballspieler
- Rinat Leonidowytsch Achmetow, ukrainischer Unternehmer
- Rinat Faisrachmanowitsch Dassajew, sowjetischer Fußball-Nationalspieler
- Rinnat Ibragimowitsch Safin, sowjetischer Biathlet
- Roald Sinnurowitsch Sagdejew, sowjetischer Physiker. Er war von 1973 bis 1988 Direktor des Instituts für Weltraumforschung der Akademie der Wissenschaften der UdSSR.
- Rudolf Chametowitsch Nurejew, sowjetischer Balletttänzer
- Ruslan Shamilovich Chagayev, usbekischer Boxer
- Rustem Dautov, deutscher Schachspieler tatarischer Herkunft
- Sadri Maksudi Arsal, Staatsmann, Rechtswissenschaftler, Denker und Wissenschaftler
- Semfira Talgatowna Ramasanowa (Zemfira), russisch-tatarische Sängerin
- Sergei Fjodorowitsch Achromejew, sowjetischer Marschall und Generalstabschef
- Sofia Asgatowna Gubaidulina, russische Komponistin
- Tschulpan Nailjewna Chamatowa, russische Schauspielerin
- Yusuf Akçura, bekannter Ideologe des Panturkismus/Turanismus